# NGC 4013
NGC 4013 es una galaxia espiral, similar a la Vía Láctea, que se encuentra a unos 55 millones de años luz de distancia en la constelación de la Osa Mayor.
Desde nuestra perspectiva NGC 4013 aparece casi perfectamente de canto. Se observa con claridad una banda oscura de polvo y gas, de unos 500 años luz de grosor, que divide el disco de la galaxia en dos. Está formada por nubes interestelares de polvo que absorben la luz de las estrellas que se hallan detrás. Se piensa que estas nubes interestelares son regiones de formación estelar; las estrellas, una vez dispersado el polvo, serán visibles formando cúmulos de estrellas azules.

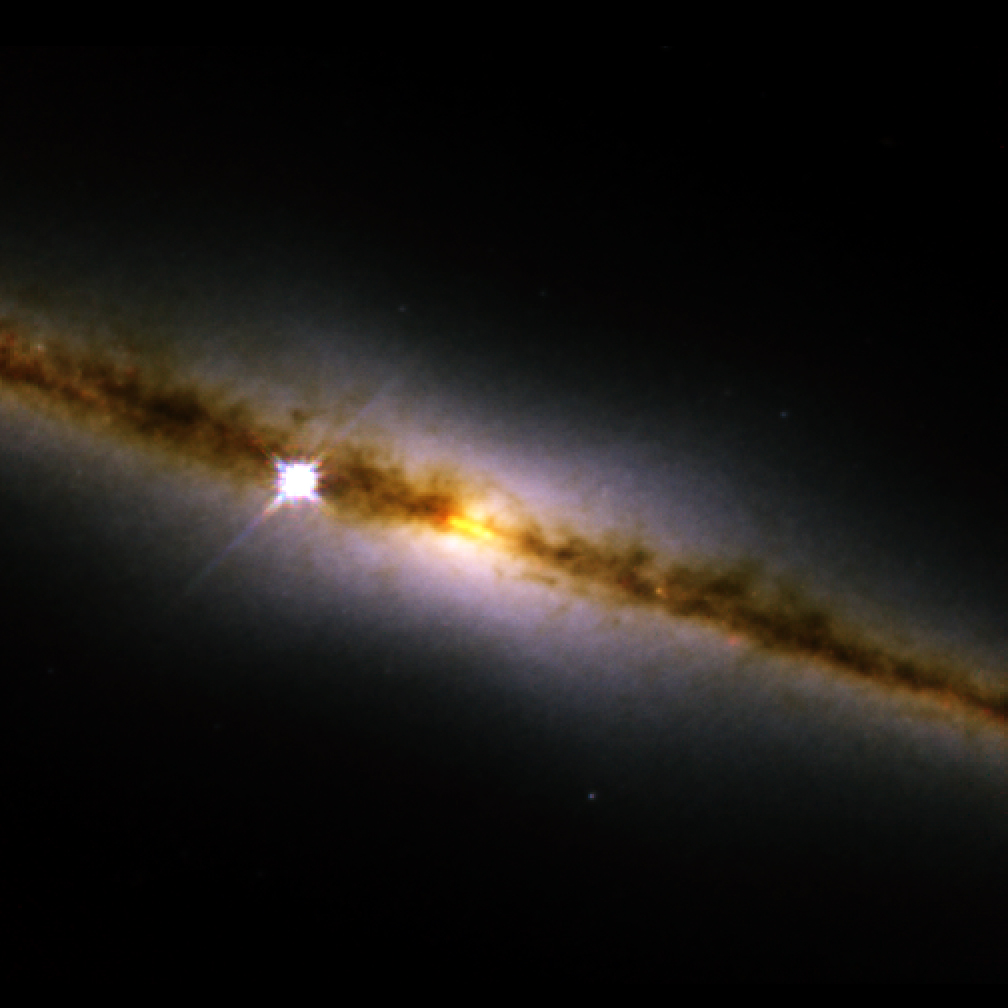
Otra imagen de NGC 4013 Hubble..

NGC 4013 fue descubierta el 6 de febrero de 1788 por el astrónomo William Herschel.